# Kocaçoban
Kocaçoban (kurd. Bubo) ist ein Dorf im Landkreis Diyadin der türkischen Provinz Ağrı mit 286 Einwohnern (Stand: Ende 2024). Kocaçoban liegt in Ostanatolien auf 2.260 m über dem Meeresspiegel, ca. 20 km südwestlich von Diyadin.
Vor der Umbenennung zu Kocaçoban (türk. „Großer Schäfer“) hieß die Ortschaft Bubo. Die Umbenennung erfolgte nach 1945. Die Volkszählung von 1945 führt das Dorf noch mit seinem ursprünglichen Namen auf. Der frühere Name ist auch beim Katasteramt registriert.
1985 lebten in Kocaçoban 823 Menschen und 2009 hatte die Ortschaft noch 332 Einwohner.
Kocaçoban verfügt über eine Grundschule und eine Gesundheitsstation.